# Synallaxis infuscata
Synallaxis infuscata là một loài chim trong họ Furnariidae.